# علموني كيف أحب (كتاب)
علموني كيف أحب كتاب أصدرته ميدلايت للكاتبة جيهان سليمان تحكي فيه عن قيم الحب النبيل في بلاط صاحبة الجلالة وحب الوطن والإبداع والتفاني فسردت فيها عشق الكاتبة للكلمة وحكاية حب الكاتبة. حكت فيه عن عدو المرأة الكاتب الساخر أحمد رجب الذي علمها كيف تغلق قلبها إذا تعرض لغزو قناص محترف لا يعلم شيئا عن الحب. قدمت سطورا عن كلمات الرائع مصطفى أمين أول من كتب عنها وهي طفلة ووصفها بانها أصغر صحفية في مصر.